# Complex de transferència de càrrega

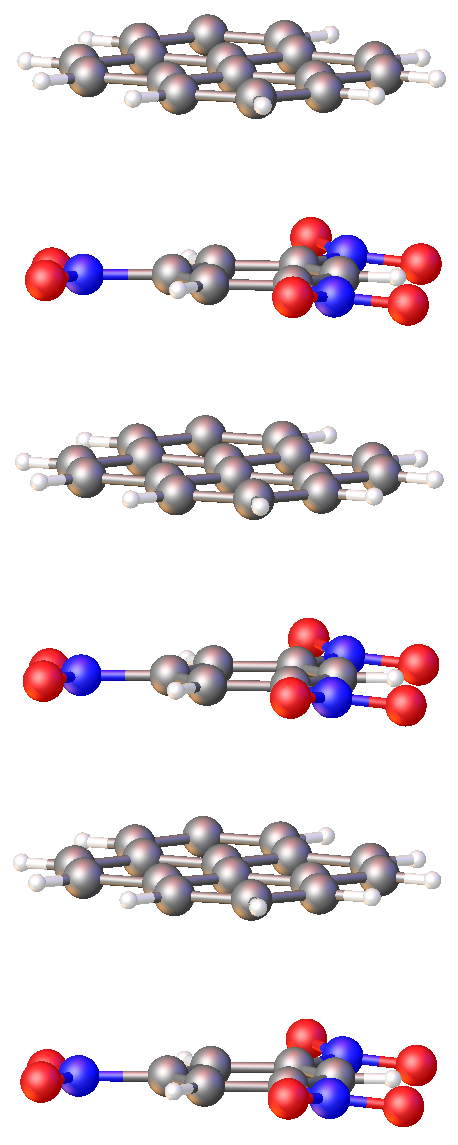
Estructura d'una part d'una pila del complex de transferència de càrrega entre el pirè i l'1,3,5-trinitrobenzè.

En química, el complex de transferència de càrrega (CT), o complex donador-acceptador d'electrons, descriu un tipus d'assemblatge supramolecular de dues o més molècules o ions. El conjunt consta de dues molècules que s'autoatrauen mitjançant forces electroestàtiques, és a dir, una té almenys una càrrega negativa parcial i la parella té una càrrega positiva parcial, anomenada respectivament acceptor i donant d'electrons. En alguns casos, el grau de transferència de càrrega és "complet", de manera que el complex CT es pot classificar com una sal. En altres casos, l'associació de transferència de càrrega és feble i la interacció es pot interrompre fàcilment per dissolvents polars.

## Exemples

### Complexos donant-acceptador d'electrons
Una sèrie de compostos orgànics formen complexos de transferència de càrrega, que sovint es descriuen com a complexos receptors-donadors d'electrons (complexes EDA). Els acceptors típics són els nitrobences o el tetracianoetilè (TCNE). La força de la seva interacció amb els donants d'electrons es correlaciona amb els potencials d'ionització dels components. Per a TCNE, les constants d'estabilitat (L/mol) dels seus complexos amb derivats del benzè es correlacionen amb el nombre de grups metil: benzè (0,128), 1,3,5-trimetilbenzè (1,11), 1,2,4,5-tetrametilbenzè (3,4) i hexametilbenzè (16,8). Un exemple senzill d'un prototipus de complexos receptors-donadors d'electrons és la nitroanilina.
L'1,3,5-trinitrobenzè i els compostos aromàtics polinitrats relacionats, en ser deficients en electrons, formen complexos de transferència de càrrega amb molts arens. Aquests complexos es formen després de la cristal·lització, però sovint es dissocien en solució als components. De manera característica, aquestes sals CT cristal·litzen en piles de molècules donants i acceptores (nitro aromàtiques) alternades, és a dir, ABAB.

### Complexos TC dihalògens/interhalògens
Els primers estudis sobre complexos donant-acceptador es van centrar en el solvatocromisme que presenta el iode, que sovint resulta de la formació d'aductes de I 2 amb donants d'electrons com ara amines i èters. Els dihalògens X 2 (X = Cl, Br, I) i els interhalògens XY (X = I; Y = Cl, Br) són espècies d'àcid de Lewis capaços de formar una varietat de productes quan reaccionen amb espècies donants. Entre aquestes espècies (inclosos productes d'oxidació o protonats), s'han investigat àmpliament els adductes CT D·XY. La interacció CT ha estat quantificada i és la base de molts esquemes per parametritzar les propietats del donant i acceptor, com els ideats per Gutmann, Childs, Beckett i el model ECW.

### TTF-TCNQ: prototip per a complexos elèctricament conductors

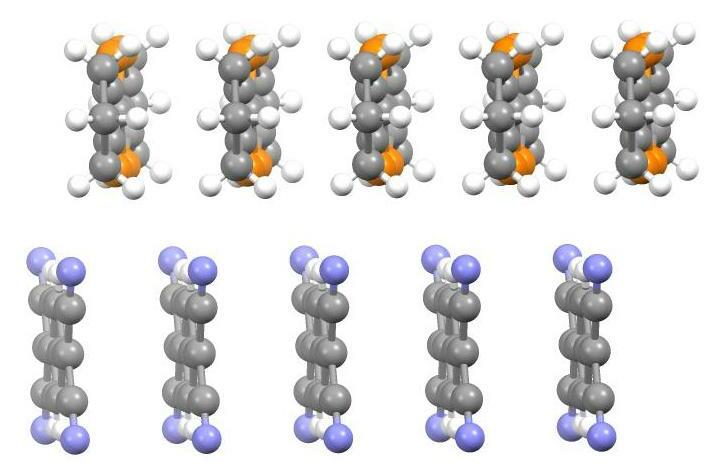
Vista frontal de la part de l'estructura cristal·lina de la sal de transferència de càrrega d'hexametilè TTF / TCNQ, destacant l'apilament segregat.

El 1954, es van informar de les sals de transferència de càrrega derivades del perilè amb iode o brom amb resistivitats tan baixes com 8 ohm·cm. El 1973, es va descobrir que una combinació de tetracianoquinodimetà (TCNQ) i tetratiafulvalè (TTF) forma un fort complex de transferència de càrrega anomenat TTF-TCNQ. El sòlid mostra una conductància elèctrica gairebé metàl·lica i va ser el primer conductor purament orgànic descobert. En un cristall TTF-TCNQ, les molècules TTF i TCNQ es disposen independentment en piles alineades en paral·lel i es produeix una transferència d'electrons de les piles donant (TTF) a acceptor (TCNQ). Per tant, els electrons i els forats d'electrons es separen i es concentren a les piles i poden travessar en una direcció unidimensional al llarg de les columnes TCNQ i TTF, respectivament, quan s'aplica un potencial elèctric als extrems d'un cristall en la direcció de la pila.

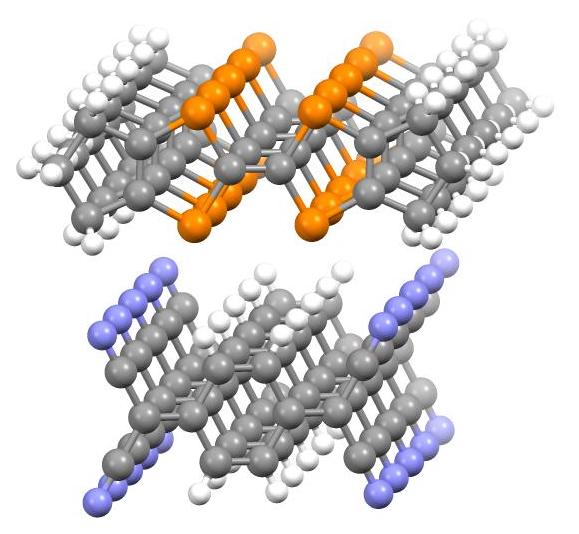
Vista final de la part de l'estructura cristal·lina de la sal de transferència de càrrega d'hexametilè TTF / TCNQ. La distància entre els avions TTF és de 3,55 Å.

La superconductivitat s'exhibeix pel tetrametil-tetraselenafulvalene-hexafluorofosfat (TMTSF2PF6), que és un semiconductor en condicions ambientals, mostra superconductivitat a baixa temperatura (temperatura crítica) i alta pressió: 0,9 K i 12 k bar. Les densitats crítiques de corrent en aquests complexos són molt petites.